# Kamienica przy ulicy Krowoderskiej 79 w Krakowie
Kamienica przy ulicy Krowoderskiej 79 – zabytkowa kamienica znajdująca się w Krakowie, w dzielnicy I Stare Miasto przy ulicy Krowoderskiej, na rogu z aleją Juliusza Słowackiego 27, na Kleparzu.
Kamienica została wzniesiona w 1900 roku.
W latach 1901–1906 budynek był zamieszkiwany przez Stanisława Wyspiańskiego. Jego mieszkanie było duże, składało się z siedmiu pokoi. Pisarz urządził w budynku pracownię zwaną „błękitną” lub „szafirową”, której ściany oraz sufit przemalował na kolor niebieski. W mieszkaniu napisał dzieła takie jak: Wyzwolenie, Noc listopadowa, Akropolis i Bolesław Śmiały oraz dokończył pisanie Wesela, a także zajmował się malowaniem obrazów takich jak: Macierczyństwo czy Widok na Kopiec Kościuszki w Krakowie, który namalował dzięki widokowi zza okna kamienicy przy ul. Krowoderskiej. Na drzwiach wejściowych do mieszkania Wyspiańskiego znajdowała się kartka o słynnej treści: „Tu mieszka Stanisław Wyspiański i prosi, aby go nie odwiedzać”. Na pamiątkę Wyspiańskiego, w 1950 na fasadzie kamienicy umieszczono tablicę pamiątkową.
W okresie międzywojennym kamienica była własnością Arnolda Bollanda. Budynek został wpisany do gminnej ewidencji zabytków.

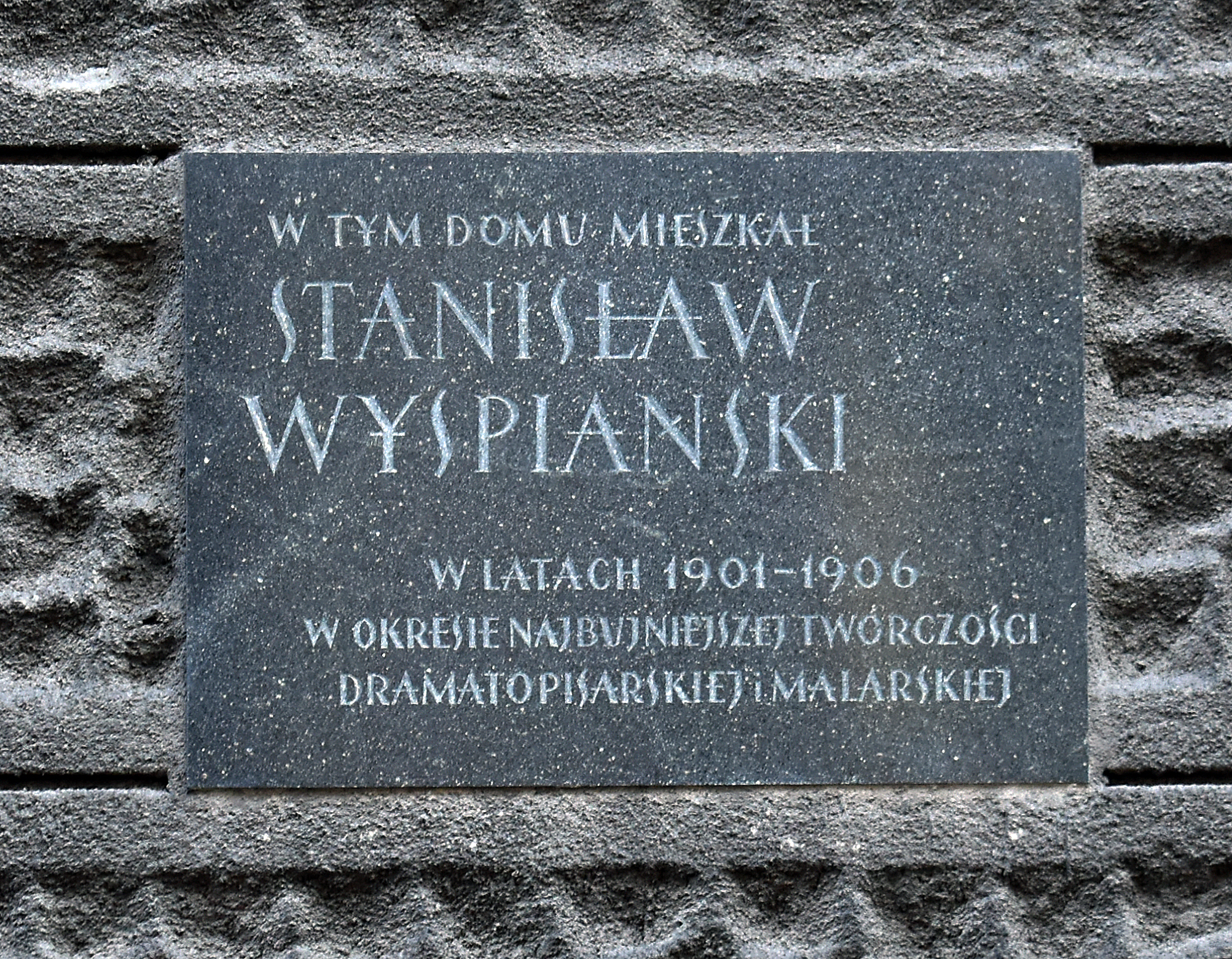